# Katinka (plaats)
Katinka is een plaats in de gemeente Lukač in de Kroatische provincie Virovitica-Podravina. De plaats telt 53 inwoners (2001).
Tot 1920 was het plaatje onderdeel van de Hongaarse zuidoever van de rivier de Drava. In 1910 was in het plaatje 94% van de inwoners Hongaars. 